# Лисюк Олександр Михайлович
Олекса́ндр Миха́йлович Лисю́к (нар. 30 березня 1990, Чернівці, Україна) — український футболіст, півзахисник.

## Клубна кар'єра
Вихованець футбольної школи «Буковина» (Чернівці), де і розпочав професіональну кар'єру у 2009 році.
Впродовж 2012–2013 років виступав за тернопільську «Ниву», у складі якої провів лише три матчі: 2 матча у чемпіонаті і один у кубку України та у молдовській команді «Ністру» (Атаки), яка в той час виступала у вищій лізі і намагалася зберегти прописку в еліті молдавського футболу.
Згодом перебрався в рідну чернівецьку «Буковину», у складі якої провів більше 20 матчів. Але по завершенні сезону покинув розташування команди та певний час перебував у статусі вільного агента, допоки взимку 2015 року не повернувся назад до складу «Буковини». По завершенню сезону за обопільною згодою сторін припинив співпрацю із рідним клубом.
У 2016 році виступав за аматорський футбольний клуб «Волока» (Волока).

## Досягнення
Аматорський рівень
- Чемпіон Чернівецької області (1): 2016.
- Володар Кубка Чернівецької області (1): 2016.
- Володар Суперкубка Чернівецької області (1): 2016.